# Poulangy
Poulangy est une commune française située dans le département de la Haute-Marne, en région Grand Est.

## Géographie
Poulangy est géographiquement située au centre de la Haute-Marne, à l'extrémité ouest de la micro-région naturelle du Bassigny couvrant le nord-est de l'arrondissement de Langres et une grande partie de l'est de l'arrondissement de Chaumont, lesquels forment la partie méridionale du département de la Haute-Marne en région Grand Est. Le village de Poulangy est assis sur la rive droite de la rivière de la Traire et est contenu dans une sorte de petit bassin versant, creusé, principalement par deux ruisseaux: la Dhuys et l’Entrivaux. Ce petit bassin versant est creusé dans le flanc sud-est de la montagne du Chanoy (439 m). Les lignes de crête qui la forment sont: de l’ouest au nord, l’adret du Chanois; Du nord à l’est, la vallée de l’Entrivaux, avec en rive droite, les hauteurs de la roche des Bans et en rive gauche celle de la Pelouse; L’exutoire de ce petit bassin versant se forme au sud-ouest avec la vallée de la Traire. Le lit naturel de l’Entrivaux, et l’un des méandres de la Traire, ont creusé un isthme, nommé «Pelouse».

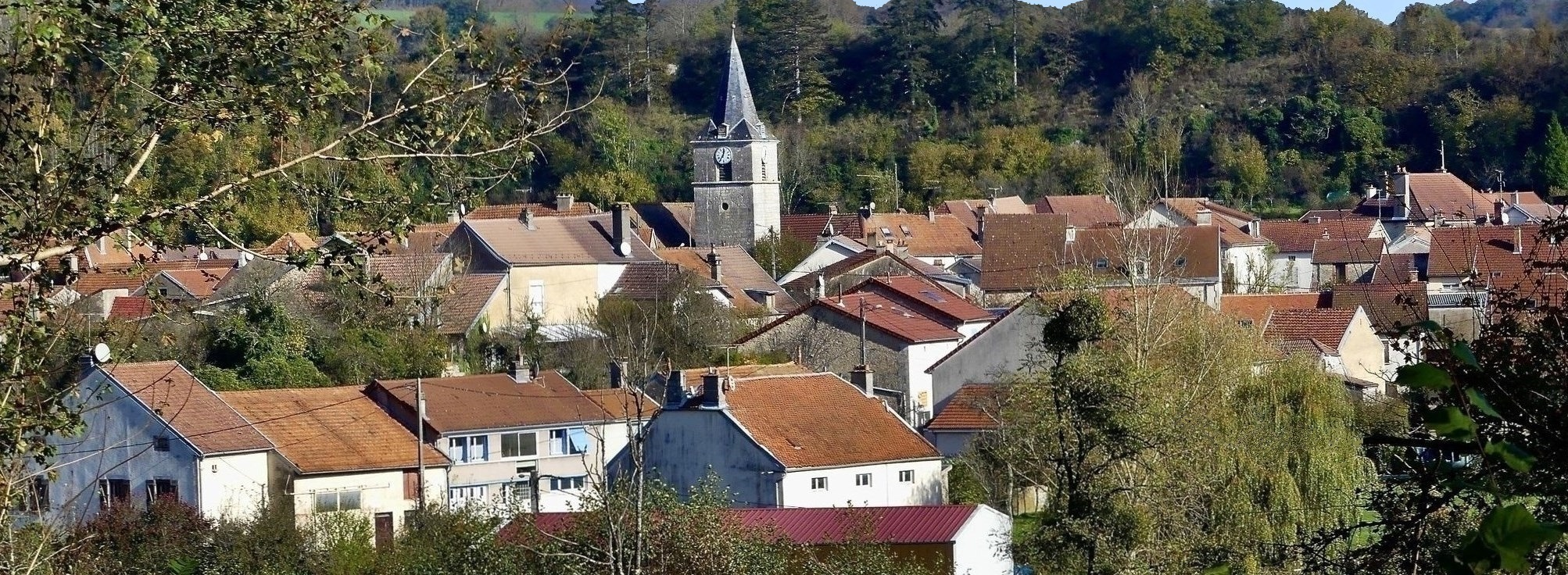
Vue générale

### Communes limitrophes
| Luzy-sur-Marne   | Laville-aux-Bois    | Biesles   |
| Foulain          | Poulangy            | Sarcey    |
| Marnay-sur-Marne | Vesaignes-sur-Marne | Louvières |

### Hydrographie
La commune est dans la région hydrographique « la Seine de sa source au confluent de l'Oise (exclu) » au sein du bassin Seine-Normandie. Elle est drainée par le canal de la Marne a la Saone, la Marne, la Traire, le ruisseau de Moiron, le Comble du Vedet, le ruisseau de Folvau, le ruisseau de la Combe Veutet et le Val des Trois Fontaines,.
Le canal de la Marne à la Saône est un canal à bief de partage au gabarit Freycinet, d'une longueur de 160 km reliant les vallées de la Marne et de la Saône, géré par les Voies navigables de France. 
La Marne  prend sa source sur le plateau de Langres, dans la commune de Saints-Geosmes (Haute-Marne) et se jette dans la Seine entre Charenton-le-Pont et Alfortville (Val-de-Marne) dans le quartier de Conflans-l'Archevêque. Les caractéristiques hydrologiques de la Marne sont données par la station hydrologique située sur la commune de Marnay-sur-Marne. Le débit moyen mensuel est de 3,72 m3/s. Le débit moyen journalier maximum est de 49,1 m3/s, atteint lors de la crue du 22 janvier 2018. Le débit instantané maximal est quant à lui de 55,3 m3/s, atteint le 3 mai 2013.
La Traire, d'une longueur de 29 km, prend sa source dans la commune de Frécourt et se jette  dans la Marne sur la commune, après avoir traversé huit communes. 

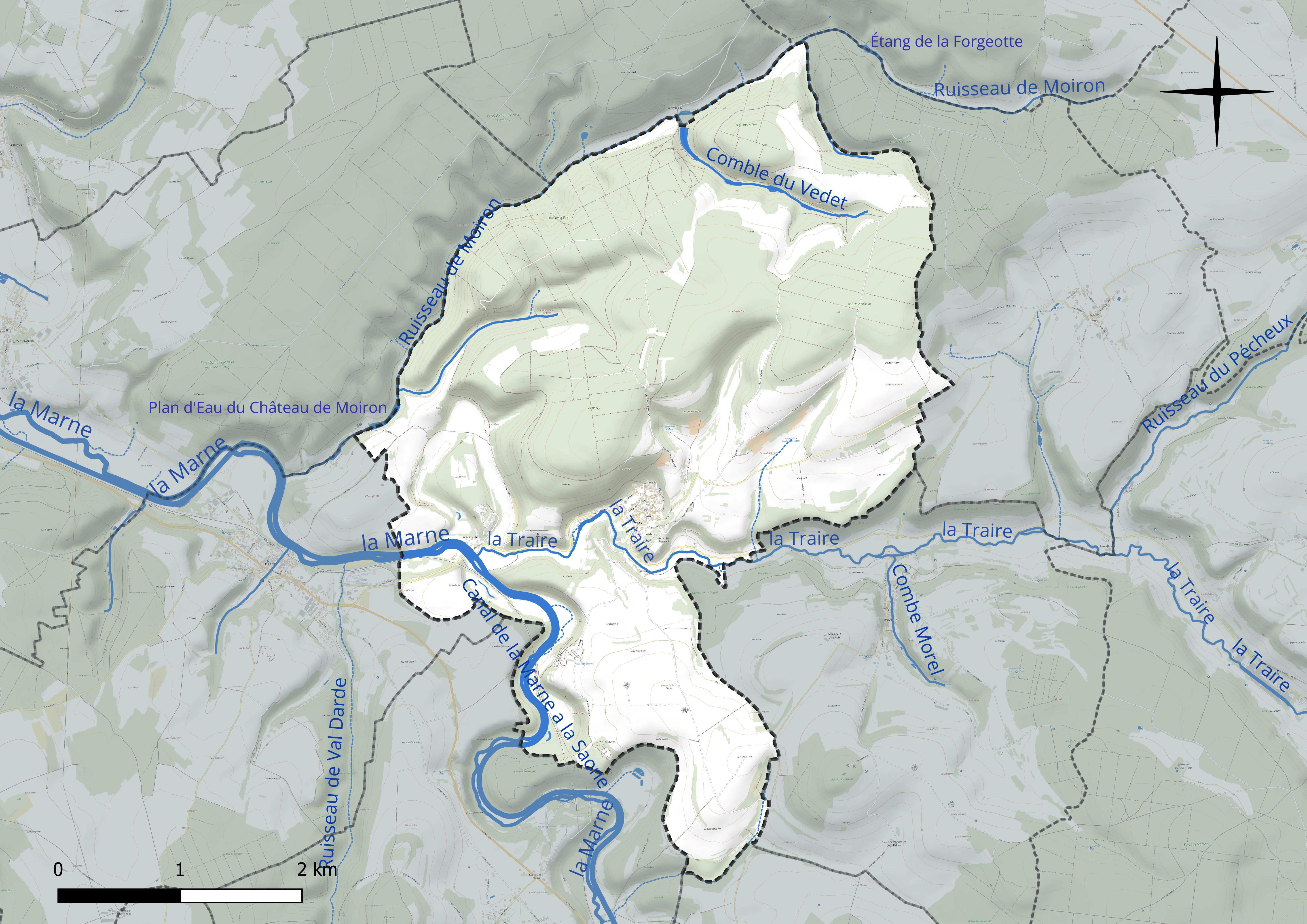
Réseau hydrographique de Poulangy.

Un plan d'eau complète le réseau hydrographique : le plan d'eau du Château de Moiron, d'une superficie totale de 1,4 ha (0,7 ha sur la commune),.

### Climat
Pour des articles plus généraux, voir Climat du Grand Est et Climat de la Haute-Marne.
En 2010, le climat de la commune est de type climat des marges montargnardes, selon une étude du Centre national de la recherche scientifique s'appuyant sur une série de données couvrant la période 1971-2000. En 2020, Météo-France publie une typologie des climats de la France métropolitaine dans laquelle la commune est exposée à un climat océanique altéré et est dans la région climatique  Lorraine, plateau de Langres, Morvan, caractérisée par un hiver rude (1,5 °C), des vents modérés et des brouillards fréquents en automne et hiver. 
Pour la période 1971-2000, la température annuelle moyenne est de 9,9 °C, avec une amplitude thermique annuelle de 16,6 °C. Le cumul annuel moyen de précipitations est de 951 mm, avec 13,5 jours de précipitations en janvier et 9,1 jours en juillet. Pour la période 1991-2020, la température moyenne annuelle observée sur la station météorologique de Météo-France la plus proche, « Is-en-Bassigny », sur la commune d'Is-en-Bassigny à 14 km à vol d'oiseau, est de 10,0 °C et le cumul annuel moyen de précipitations est de 873,6 mm. 
La température maximale relevée sur cette station est de 38,7 °C, atteinte le 25 juillet 2019 ; la température minimale est de −19,3 °C, atteinte le 20 décembre 2009,,. 
Les paramètres climatiques de la commune ont été estimés pour le milieu du siècle (2041-2070) selon différents scénarios d'émission de gaz à effet de serre à partir des nouvelles projections climatiques de référence DRIAS-2020. Ils sont consultables sur un site dédié publié par Météo-France en novembre 2022.

## Urbanisme

### Typologie
Au 1er janvier 2024, Poulangy est catégorisée commune rurale à habitat dispersé, selon la nouvelle grille communale de densité à sept niveaux définie par l'Insee en 2022.
Elle est située hors unité urbaine. Par ailleurs la commune fait partie de l'aire d'attraction de Chaumont, dont elle est une commune de la couronne,. Cette aire, qui regroupe 112 communes, est catégorisée dans les aires de 50 000 à moins de 200 000 habitants,.

### Occupation des sols
L'occupation des sols de la commune, telle qu'elle ressort de la base de données européenne d’occupation biophysique des sols Corine Land Cover (CLC), est marquée par l'importance des forêts et milieux semi-naturels (54,1 % en 2018), une proportion identique à celle de 1990 (54,1 %). La répartition détaillée en 2018 est la suivante : 
forêts (54,1 %), terres arables (20,5 %), prairies (17,5 %), zones agricoles hétérogènes (6,4 %), zones urbanisées (1,5 %). L'évolution de l’occupation des sols de la commune et de ses infrastructures peut être observée sur les différentes représentations cartographiques du territoire : la carte de Cassini (XVIIIe siècle), la carte d'état-major (1820-1866) et les cartes ou photos aériennes de l'IGN pour la période actuelle (1950 à aujourd'hui).

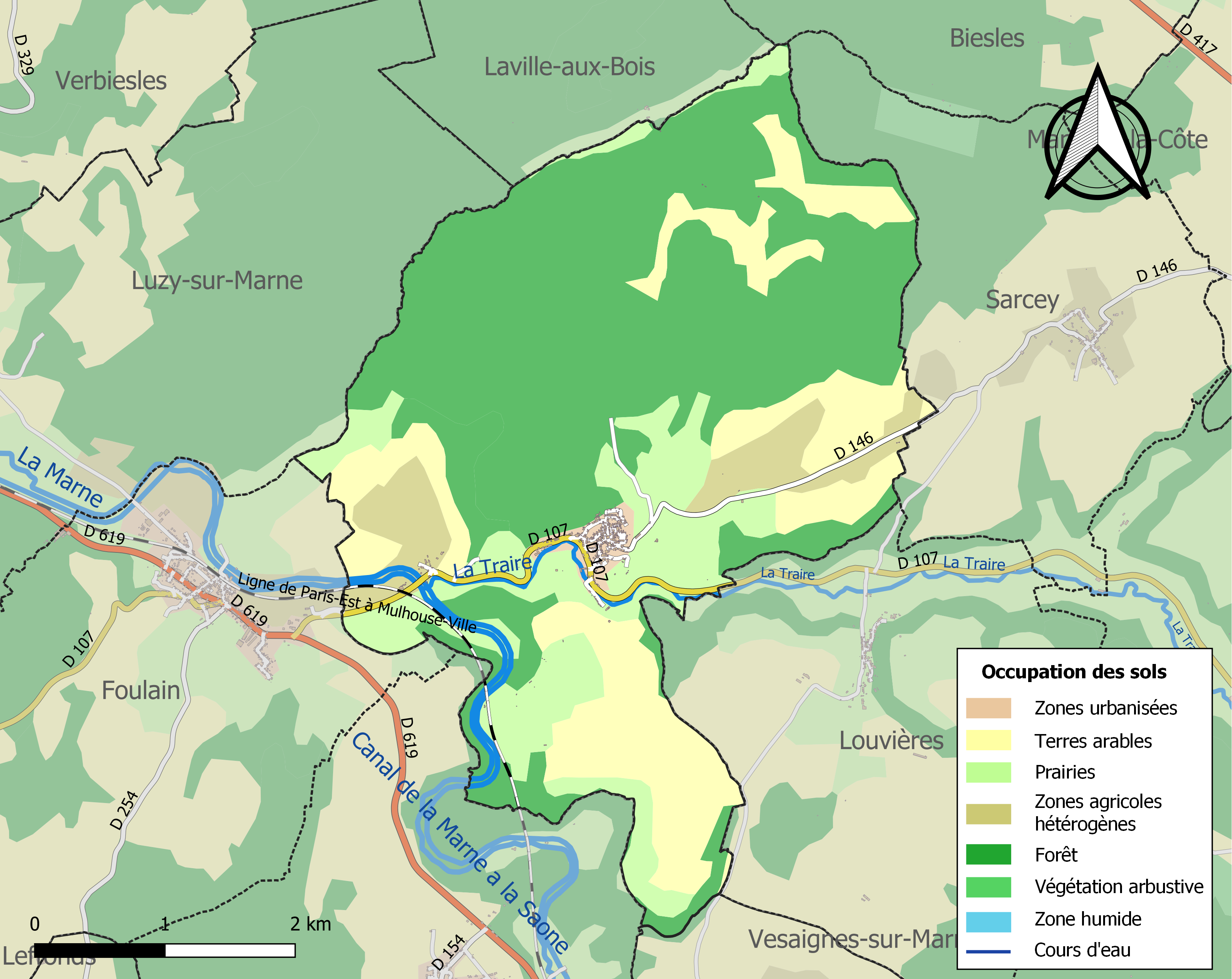
Carte des infrastructures et de l'occupation des sols de la commune en 2018 (CLC).

## Toponymie
Le nom de la localité est attesté pour la première fois en 870 dans le Traité de Meerssen sous la forme Polemniacum ; Poulangiacum au XIe siècle.
Il s'agit d’une formation toponymique gallo-romaine en acum, « lieu de, propriété de », suffixe d'origine gauloise dont l’évolution phonétique à partir de -i-acum a donné la terminaison -y dans une grande partie du domaine d’oïl. Le premier élément Poulang(-i) s'explique par le nom de personne latin Poleminius,, voire (avec -iacum) par le substantif bas latin pullamen « jeune animal > poulain ».
Homonymie avec Poligny (Jura, Pollemniacum 861 - 862) ; Polminhac (Cantal, Polminhac 1402) dans le domaine d’oc.
Remarques : Michel Roblin et François Falc'hun, après Petar Skok ont nuancé l'interprétation quasi-systématique du premier élément des toponymes en -(i)acum par un anthroponyme, donnée par certains toponymistes comme Albert Dauzat à la suite des travaux d'Henri d'Arbois de Jubainville, en proposant toute une série d'hypothèses fondées sur l'utilisation d’un appellatif toponymique (substantif ou autre). Pierre-Yves Lambert note cependant : « C'est l'emploi substantivé de l'adjectif topique, formé à partir du nom d'un propriétaire qui explique la plus grande partie des noms de lieux en -iacum ».

## Histoire
Des sépultures gallo-romaines ont été mises au jour rue de la Dhuit en 1954. Le village est surtout connu pour son abbaye royale de Poulangy.

## Politique et administration
| Période                                  | Période      | Identité         | Étiquette | Qualité |
| ---------------------------------------- | ------------ | ---------------- | --------- | ------- |
| avant 1988                               | mars 2014    | Gérard Hocquet   | PS        |         |
| mars 2014                                | juillet 2016 | Gérald Boutsoque |           |         |
| juillet 2016                             | En cours     | Olivier Billiard |           |         |
| Les données manquantes sont à compléter. |              |                  |           |         |

## Population et société

### Démographie

#### Évolution démographique
L'évolution du nombre d'habitants est connue à travers les recensements de la population effectués dans la commune depuis 1793. Pour les communes de moins de 10 000 habitants, une enquête de recensement portant sur toute la population est réalisée tous les cinq ans, les populations de référence des années intermédiaires étant quant à elles estimées par interpolation ou extrapolation. Pour la commune, le premier recensement exhaustif entrant dans le cadre du nouveau dispositif a été réalisé en 2008.

En 2022, la commune comptait 358 habitants, en évolution de −10,5 % par rapport à 2016 (Haute-Marne : −4,62 %, France hors Mayotte : +2,11 %).
| 1793 | 1800 | 1806 | 1821 | 1831 | 1836 | 1841 | 1846 | 1851 |
| ---- | ---- | ---- | ---- | ---- | ---- | ---- | ---- | ---- |
| 583  | 644  | 705  | 714  | 856  | 796  | 786  | 807  | 780  |

| 1856 | 1861 | 1866 | 1872 | 1876 | 1881 | 1886 | 1891 | 1896 |
| ---- | ---- | ---- | ---- | ---- | ---- | ---- | ---- | ---- |
| 750  | 778  | 718  | 724  | 739  | 940  | 737  | 804  | 658  |

| 1901 | 1906 | 1911 | 1921 | 1926 | 1931 | 1936 | 1946 | 1954 |
| ---- | ---- | ---- | ---- | ---- | ---- | ---- | ---- | ---- |
| 584  | 553  | 519  | 502  | 492  | 514  | 452  | 451  | 476  |

| 1962 | 1968 | 1975 | 1982 | 1990 | 1999 | 2006 | 2008 | 2013 |
| ---- | ---- | ---- | ---- | ---- | ---- | ---- | ---- | ---- |
| 494  | 468  | 459  | 427  | 412  | 418  | 402  | 397  | 401  |

| 2018 | 2022 | - | - | - | - | - | - | - |
| ---- | ---- | - | - | - | - | - | - | - |
| 373  | 358  | - | - | - | - | - | - | - |

## Héraldique
| Armes de Poulangy | Les armes de Poulangy se blasonnent ainsi : d'azur à la crosse d'abbesse, accostée d'une clef et d'une fleur de lys, le tout d'or. |

## Lieux et monuments
- L'abbaye Saint-Pierre de Poulangy

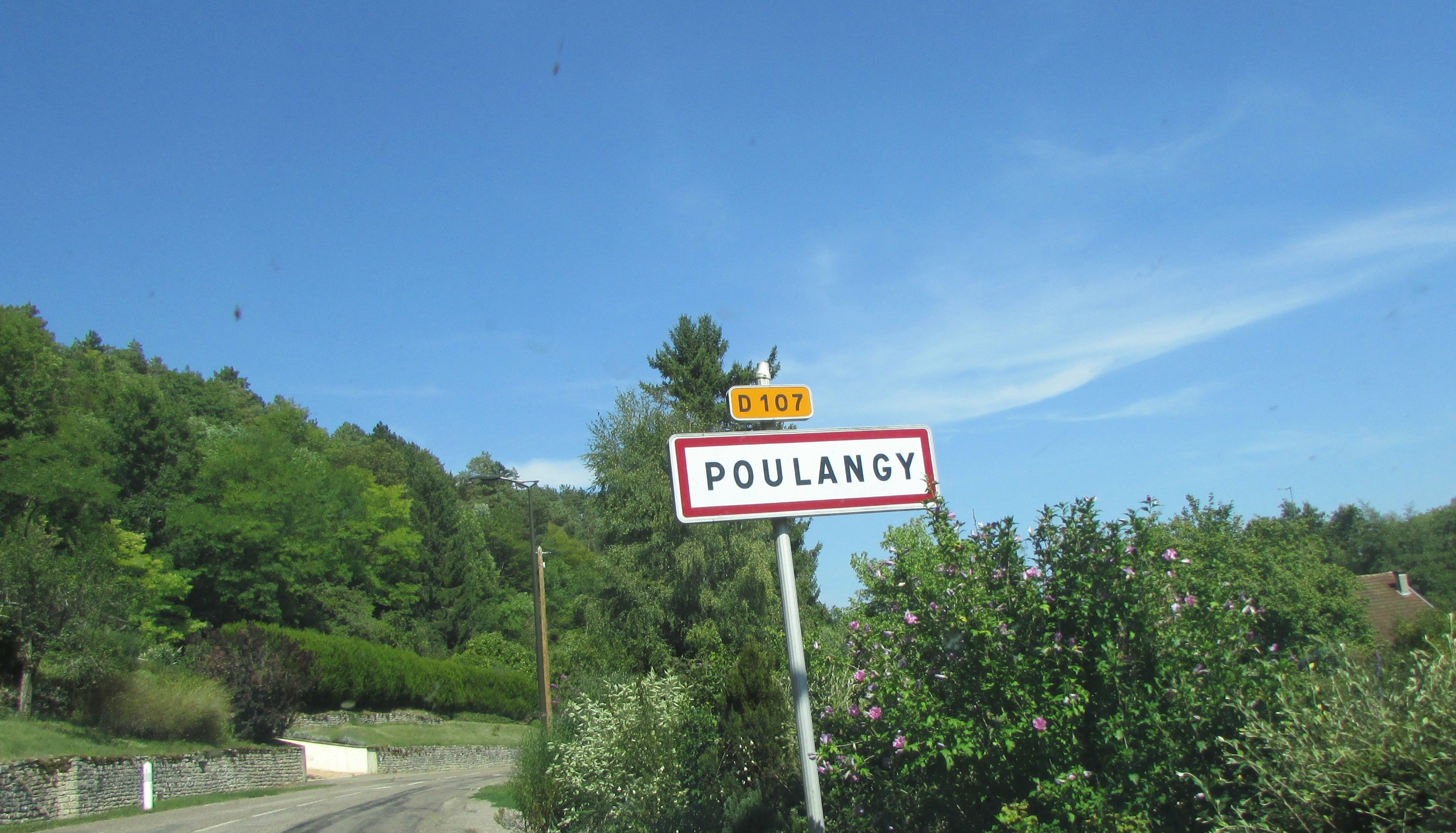
Entrée du village.
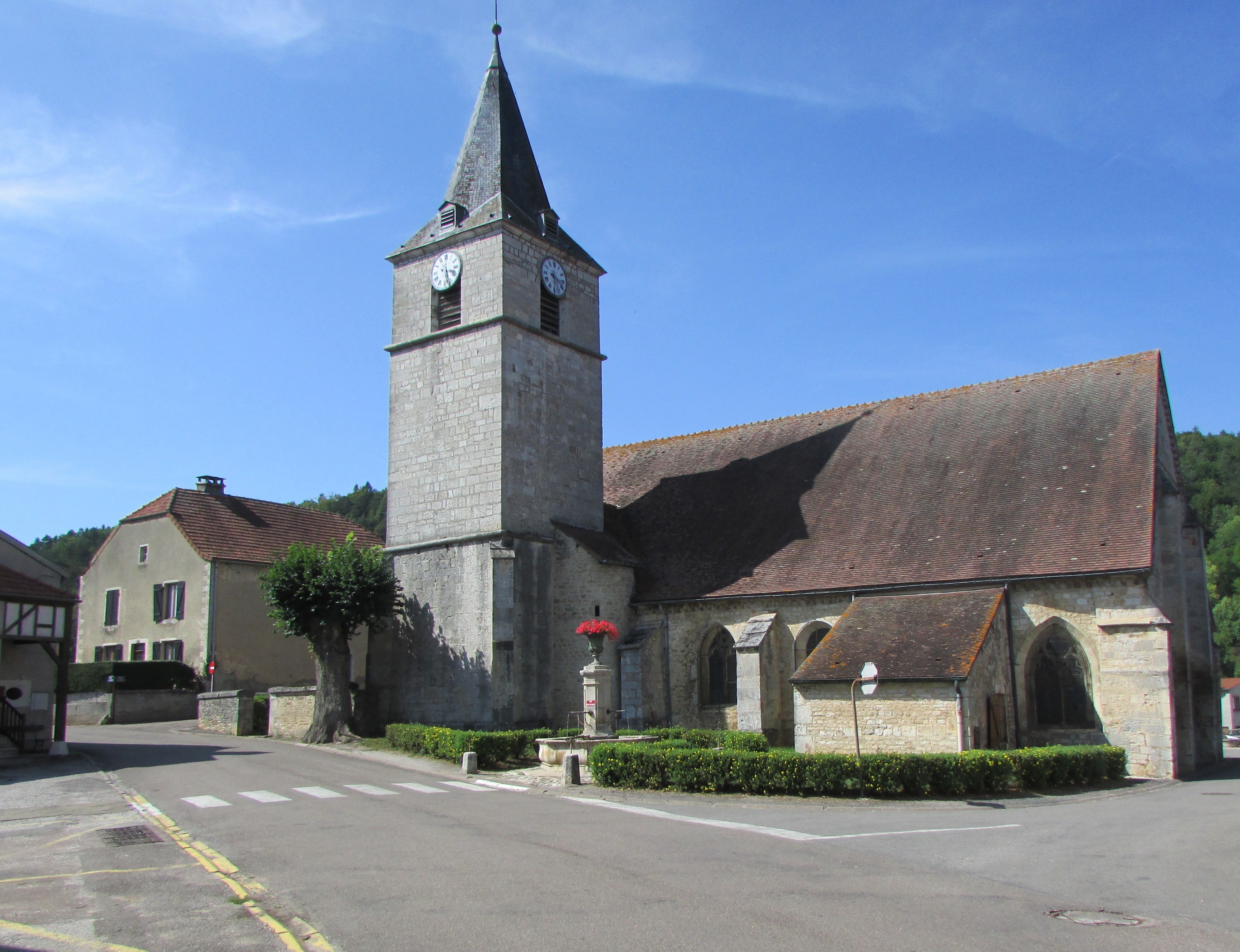
L'église.
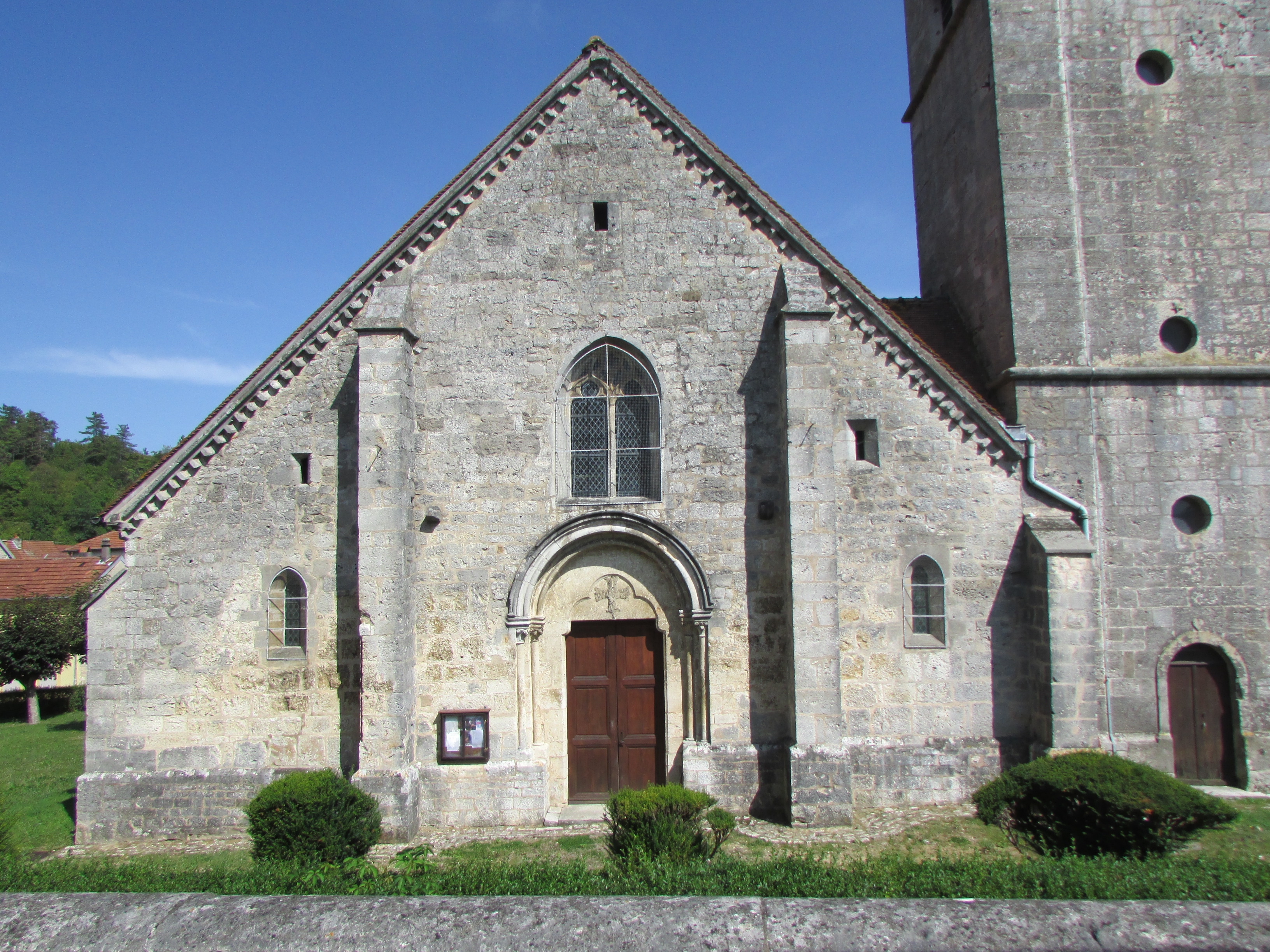
La façade de l'église.
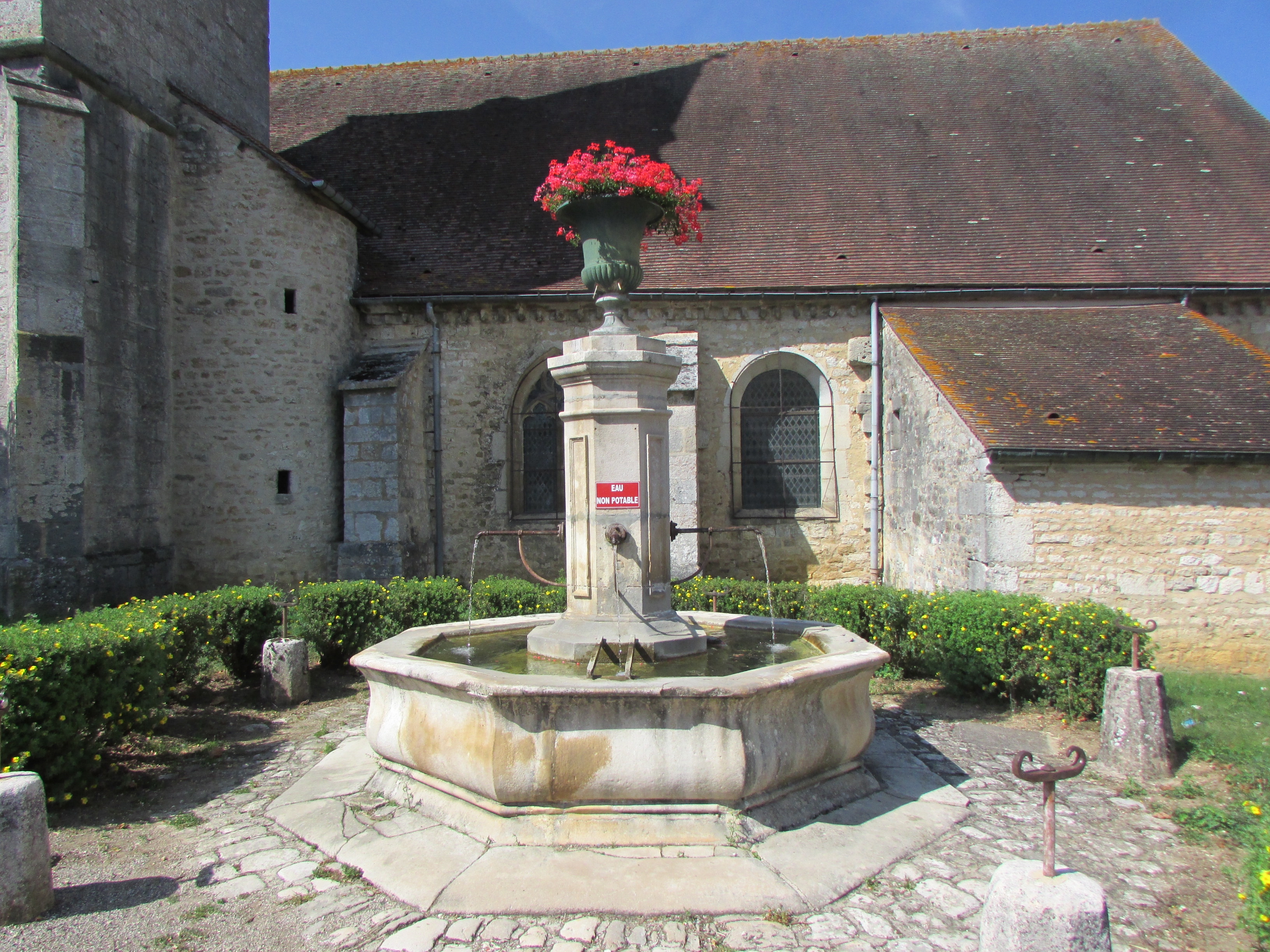
La fontaine de l'église.
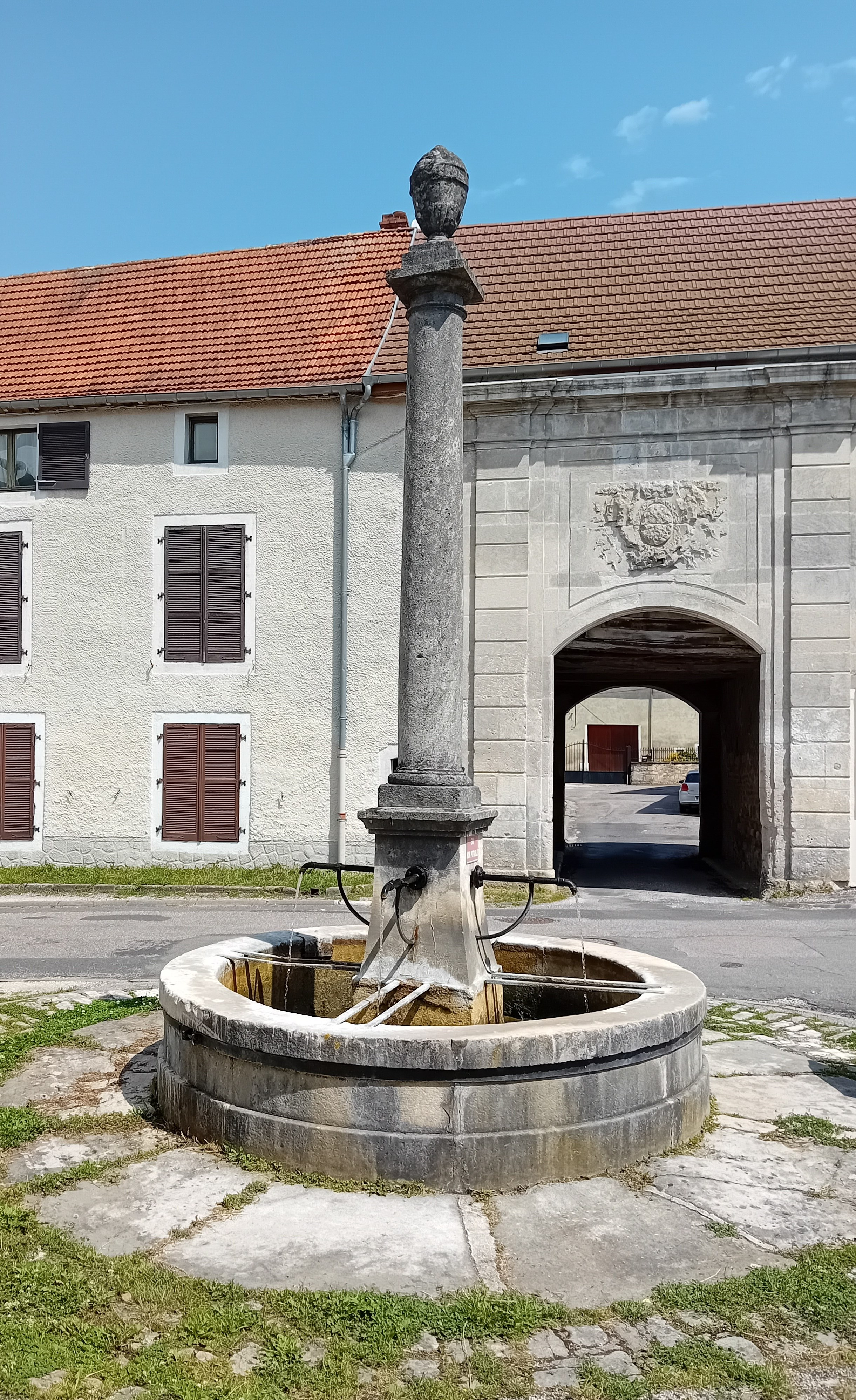
Fontaine et porche de l'ancienne Abbaye de Poulangy.
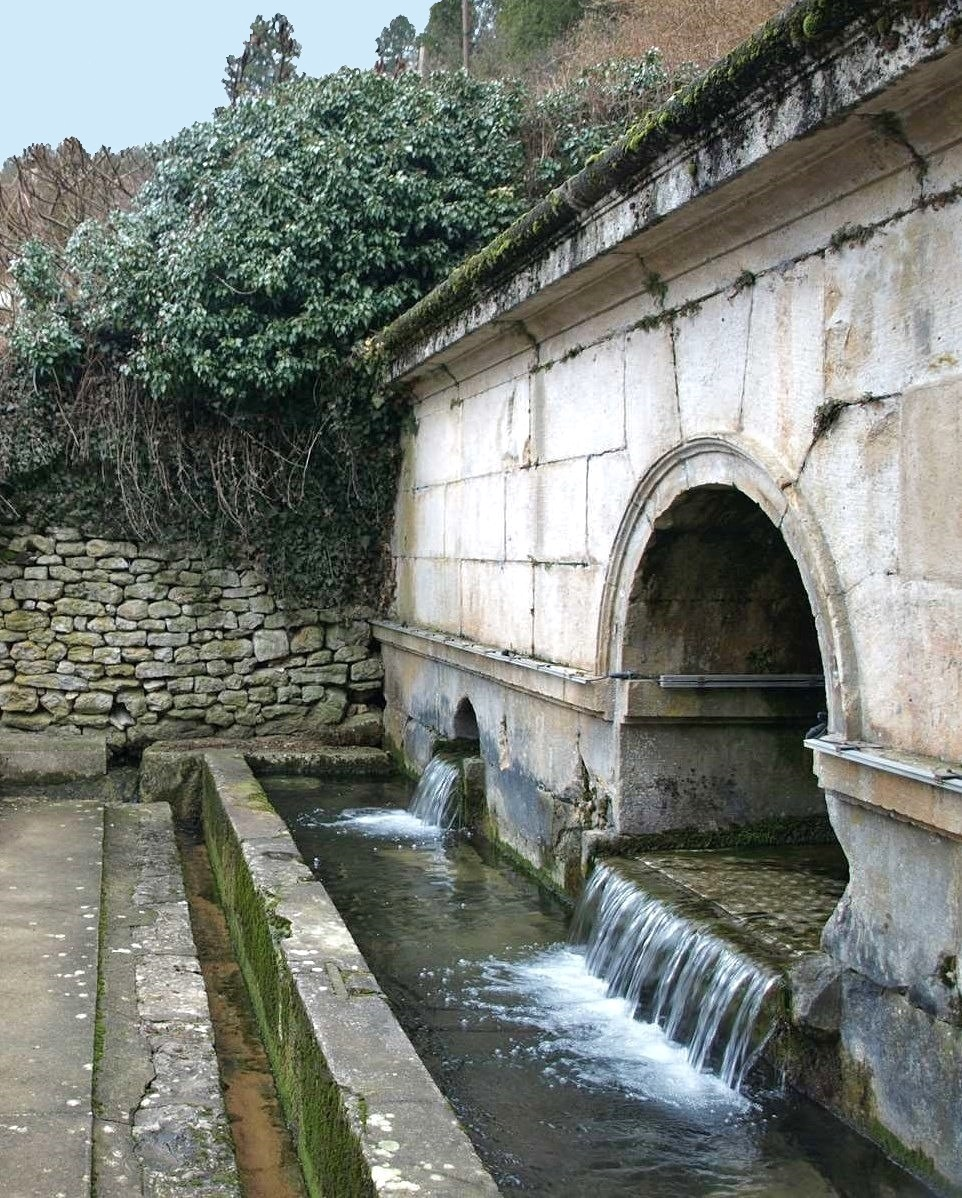
La fontaine de la Dhuys

## Personnalités liées à la commune
- Bertrand de Poulengy : Compagnon d'armes de Jeanne d'Arc.
- Gratien Maire :  Major général des armées